# 星キョーワァン
星 キョーワァン（ほし キョーワァン、1997年6月25日 - ）は、東京都生まれ、栃木県下野市出身のプロサッカー選手。Jリーグ・ブラウブリッツ秋田所属。ポジションはディフェンダー（DF）（センターバック）。
圧倒的なフィジカルで守備を統率、身体能力が高く、空中戦を得意とするセンターバック。

## 来歴
コンゴ民主共和国人の父と日本人の母を持つ。
南河内第二中学校入学後に友人に誘われてサッカーを始め、持ち前の身体能力を発揮しすぐに頭角を現した。進学した矢板中央高校、駒澤大学では共に主将を務めた他、大学3年次には全日本大学サッカー選手権大会の個人賞に優勝校以外から唯一選出された。
2020年より、横浜FCへ加入した。7月4日、第2節の北海道コンサドーレ札幌戦でJ1デビューを果たした。
2021年より松本山雅FCへ期限付き移籍。
2022年、いわきFCに期限付き移籍。シーズン中に大腿骨内顆軟骨損傷で離脱。同年12月、移籍期間満了により退団。
2023年、ブラウブリッツ秋田へ完全移籍で加入、「怪我をしない体、メンタルを整える」と語る。

## 人物
- 母方の祖母はいわき市在住。キョーワァンという名前は、コンゴ語で賢く育つという意味である[14]。
- 家族構成としては、姉と妹がいる[15]。
- 参考にしている選手は、チアゴ・シウヴァ、カリドゥ・クリバリやダヴィド・ルイス。
- 小学生の時の趣味はカードゲームの遊戯王、けん玉と一輪車が特技。高校時代の得意科目は日本史。
- 同じコンゴ系日本人選手森本ヒマンとは中高大と一緒にプレーしていた[16]。
- 店や公共施設などで英語対応されたり、職務質問を受けたりすることが多々ある[17]。

## 所属クラブ
- 2010年 - 2012年 下野市立南河内第二中学校
- 2013年 - 2015年 矢板中央高等学校
- 2016年 - 2019年 駒澤大学
- 2020年 - 2022年  横浜FC
  - 2021年  松本山雅FC（期限付き移籍）
  - 2022年   いわきFC（期限付き移籍）
- 2023年 -  ブラウブリッツ秋田

## 個人成績
| 国内大会個人成績 | 国内大会個人成績 | 国内大会個人成績 | 国内大会個人成績 | 国内大会個人成績 | 国内大会個人成績 | 国内大会個人成績 | 国内大会個人成績 | 国内大会個人成績 | 国内大会個人成績 | 国内大会個人成績 | 国内大会個人成績 |
| 年度             | クラブ           | 背番号           | リーグ           | リーグ戦         | リーグ戦         | リーグ杯         | リーグ杯         | オープン杯       | オープン杯       | 期間通算         | 期間通算         |
| 年度             | クラブ           | 背番号           | リーグ           | 出場             | 得点             | 出場             | 得点             | 出場             | 得点             | 出場             | 得点             |
| 日本             | 日本             | 日本             | 日本             | リーグ戦         | リーグ戦         | リーグ杯         | リーグ杯         | 天皇杯           | 天皇杯           | 期間通算         | 期間通算         |
| ---------------- | ---------------- | ---------------- | ---------------- | ---------------- | ---------------- | ---------------- | ---------------- | ---------------- | ---------------- | ---------------- | ---------------- |
| 2018             | 駒澤大           | 3                | -                | -                | -                | -                | -                | 1                | 0                | 1                | 0                |
| 2020             | 横浜FC           | 29               | J1               | 9                | 0                | 0                | 0                | -                | -                | 9                | 0                |
| 2021             | 松本             | 2                | J2               | 20               | 0                | -                | -                | 2                | 0                | 22               | 0                |
| 2022             | いわき           | 4                | J3               | 13               | 0                | -                | -                | -                | -                | 13               | 0                |
| 2023             | 秋田             | 39               | J2               | 0                | 0                | -                | -                | 1                | 0                | 1                | 0                |
| 2024             | 秋田             | 39               | J2               | 2                | 0                | 2                | 0                | 1                | 0                | 5                | 0                |
| 2025             | 秋田             | 39               | J2               |                  |                  |                  |                  |                  |                  |                  |                  |
| 通算             | 日本             | 日本             | J1               | 9                | 0                | 0                | 0                | -                | -                | 9                | 0                |
| 通算             | 日本             | 日本             | J2               | 22               | 0                | 2                | 0                | 4                | 0                | 28               | 0                |
| 通算             | 日本             | 日本             | J3               | 13               | 0                | -                | -                | -                | -                | 13               | 0                |
| 通算             | 日本             | 日本             | 他               | -                | -                | -                | -                | 1                | 0                | 1                | 0                |
| 総通算           | 総通算           | 総通算           | 総通算           | 44               | 0                | 2                | 0                | 5                | 0                | 51               | 0                |

出場歴
- Jリーグ初出場：2020年7月4日 J1第2節 vs北海道コンサドーレ札幌 (ニッパツ三ツ沢球技場)

## タイトル

### クラブ
駒澤大学
- 東京都サッカートーナメント（2018年）

いわきFC
- J3リーグ：1回（2022年）

### 個人
- 全国高等学校サッカー選手権大会・優秀選手（2015年）
- 全日本大学サッカー選手権大会・ベストDF（2018年）
- デンソーカップサッカー・ベストイレブン（2019年）